# Wallnoeferia
Wallnoeferia là một chi phong lan trong họ Orchidaceae.